# Bursera velutina
Bursera velutina är en tvåhjärtbladig växtart som beskrevs av Arthur Allman Bullock. Bursera velutina ingår i släktet Bursera och familjen Burseraceae. Inga underarter finns listade i Catalogue of Life.